# Pierre-Philibert Pompée
Pour les articles homonymes, voir Pompée.
Pierre-Philibert Pompée, né le 6 juin 1809 à Besançon (Doubs) et mort le 8 février 1874 à Paris (Seine), est un pédagogue et homme politique français.

## Biographie

### Origines et formation
Pierre-Philibert est le plus jeune fils de Rose-Étiennette Champion et de Gilles-François Pompée (1770-1829), lyonnais installés à Besançon, où ils tiennent une boutique de fourrures et de chapeaux. Devenu ensuite professeur d'allemand au collège de cette ville puis professeur de grammaire à celui de Vesoul, François Pompée crée dans ces deux villes des écoles élémentaires libres mettant en application la méthode de l'enseignement mutuel et rédige plusieurs ouvrages didactiques. Installé à Paris en 1823, il y dirige dès l'année suivante un nouvel établissement scolaire mutualiste, qu'il transfère ensuite dans la rue Thévenot.
Élève de son père et du collège de Vesoul, Philibert apprend le métier de compositeur auprès d'Eberhart, imprimeur du Collège de France, entre 1824 et 1826. Il n'exercera pourtant jamais cette profession, car il choisit de se consacrer à l'enseignement, en travaillant à l'école de son père et en poursuivant ses études afin de passer le baccalauréat ès Lettres et d'être agréé instituteur.

### Directeur d'école à Paris (1829-1852)
Après la mort de son père, en 1829, Philibert Pompée obtient la direction de l'école communale d'enseignement mutuel créée la même année par la mairie du 5e arrondissement et inaugurée le 1er août 1830 au no 17 de la rue des Vinaigriers. Il y introduit l’enseignement du chant et du dessin. À partir de 1834, il donne également des cours de grammaire aux ouvriers pour le compte de l'Association polytechnique, au sein de laquelle il se lie durablement avec Auguste Perdonnet.
Marié depuis le 23 juillet 1830 à Aimée-Suzanne Lignel, Philibert Pompée est le père de Céline-Augustine-Philiberte (1831-1877), qui épousera en 1855 Louis-Jean « Léon » Chateau (1830-1878), disciple, collaborateur puis biographe du pédagogue. Ces derniers auront une fille, Philiberte-Sophie-Suzanne Chateau (1856-1949), qui épousera le céramiste-verrier Louis Harant (1854-19..).

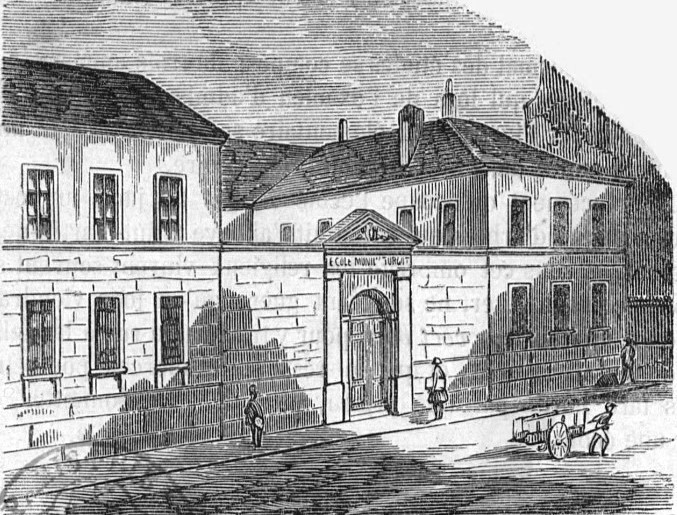
L'école municipale Turgot, rue du Vertbois (gravure réalisée entre 1839 et 1866).

Secrétaire du Comité central d'instruction primaire de la Seine depuis l'application de la loi Guizot (1833), Philibert Pompée prend une part importante à la création de la première école primaire supérieure de la ville de Paris, dont il devient le premier directeur en 1839. Ce nouvel établissement, baptisé école Colbert vers 1847 puis école Turgot en 1848, est construit au no 17 de la rue Neuve-Saint-Laurent (aujourd'hui rue du Vertbois), derrière l'ancien couvent des Madelonnettes.
Avant l'ouverture de l'école, Pompée voyage en Suisse afin d'y étudier la mise en œuvre des préceptes de Pestalozzi, dont il rencontrera plus tard l'un des plus importants disciples, Joseph Schmid.

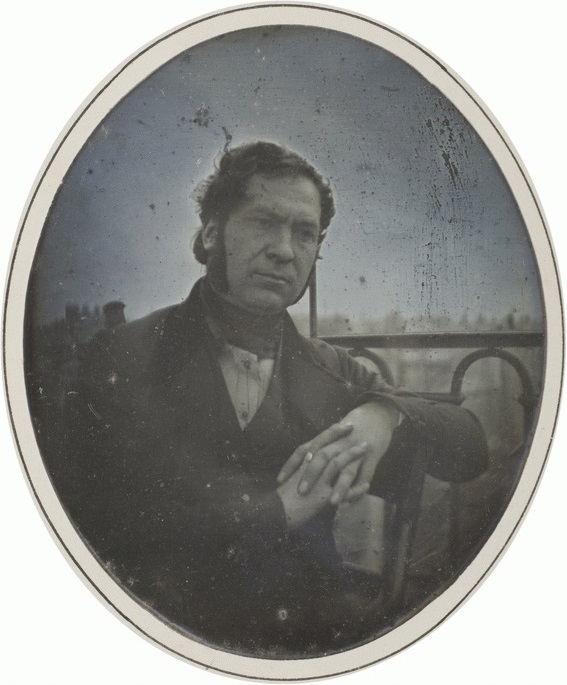
Philibert Pompée en 1841 (daguerréotype par Louis Schweig).

En 1847, les services rendus au Comité central d'instruction primaire valent à Pompée d'être décoré de la Légion d'honneur.

### Engagement républicain (1848-1852)
D'esprit libéral, Philibert Pompée est proche des hommes au pouvoir après la révolution de 1848 et l'instauration de la Deuxième République. Le premier ministre de l'Instruction publique du nouveau régime, Hippolyte Carnot, le nomme membre de la Haute commission des études scientifiques et littéraires, dont il intègre la sous-commission de l'Instruction publique dès le 6 mars.
Candidat aux élections législatives dans le département de la Seine, il n'obtient que 10 716 voix malgré le soutien de nombreux instituteurs, et n'est donc pas élu à l'Assemblée nationale constituante.
Ami politique de Labelonye, Pompée est membre et secrétaire du Comité central démocratique de Bixio puis de l'Association démocratique des amis de la Constitution, qui rassemble les républicains modérés et soutient la candidature du général Cavaignac à l'élection présidentielle.
Après l'élection de Louis-Napoléon Bonaparte et le coup d'État du 2 décembre 1851, Pompée subit l'hostilité croissante des autorités, ce qui le pousse à donner sa démission de directeur de l’école municipale Turgot le 16 décembre 1852. Après un bref intérim assuré par M. Demoyencourt, Pompée est remplacé par Émile Marguerin. C'est sous la direction de ce dernier que l'école s'étendra après 1866 vers la nouvelle rue de Turbigo, avec la construction des bâtiments formant l'actuel lycée Turgot.

### Pompée à Ivry (1853-1874)

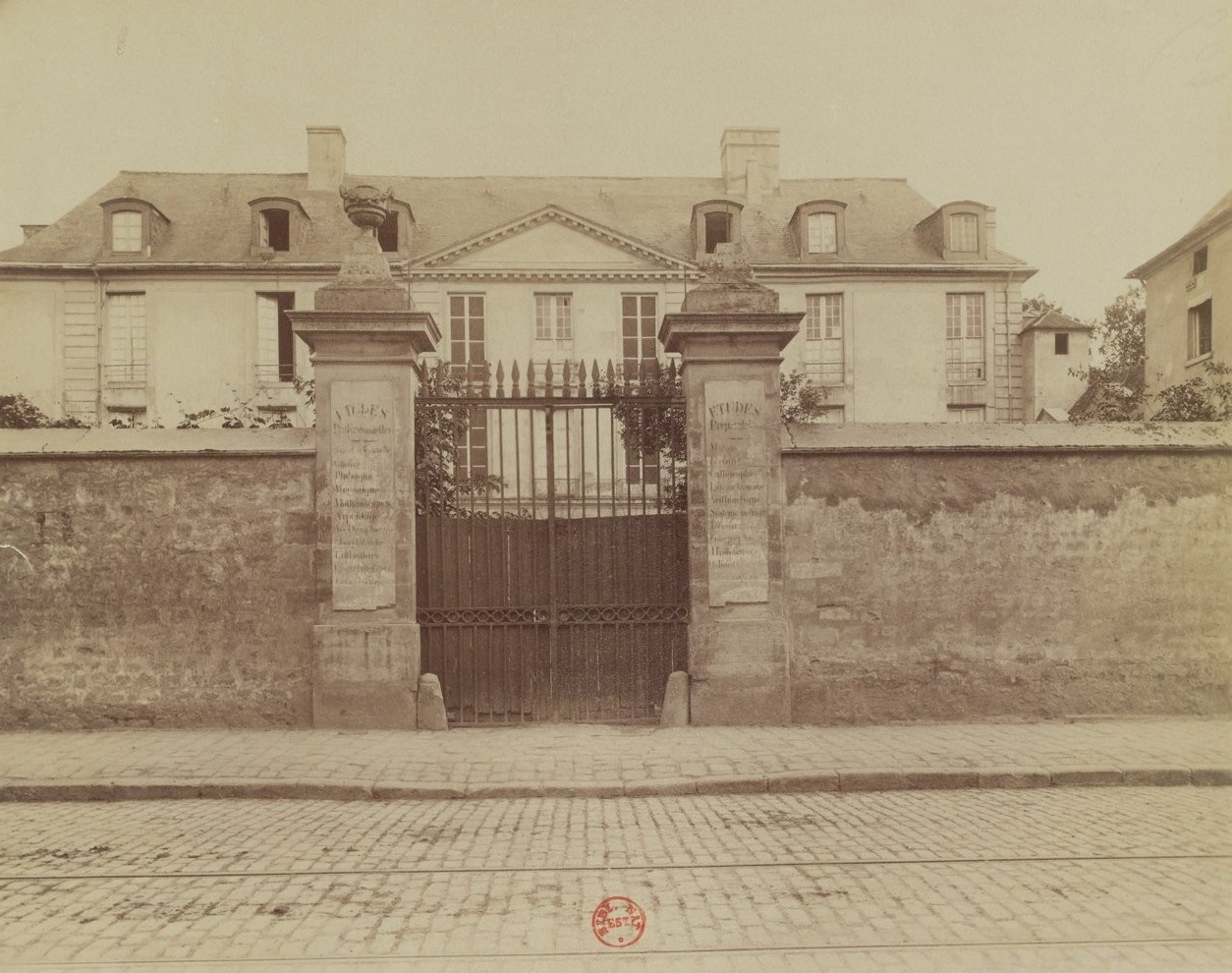
Le pensionnat professionnel fondé par Pompée à Ivry (photographie d'Atget, 1901).

Moins de quatre mois après sa démission, le 7 mars 1853, Pompée ouvre une école professionnelle libre, organisée sur le modèle de l'école Turgot mais dotée d'un internat. Il l'installe aux portes de Paris, à Ivry, dans un ancien château appartenant à la veuve de l'industriel Saget et situé rue de Seine (actuelle rue Lénine). Le succès de ce nouvel établissement, signalé au public par Charles Sauvestre dans L'Opinion nationale, vaut à son directeur les palmes d'officier de l'Instruction publique en 1865, après une visite du ministre de l'Instruction publique, Victor Duruy. En 1867, Pompée est promu officier dans l'ordre de la Légion d'honneur en récompense de ses fonctions de commissaire et de juré de la section d'enseignement de l'Exposition universelle.
En août 1870, alors que la guerre contre l'Allemagne vient d'éclater, Philibert Pompée est élu conseiller municipal et devient maire d'Ivry. Après avoir dû organiser l'évacuation de la ville et de son école pendant le siège de la capitale, il fuit en province le 19 mars afin d’échapper aux communards qui voulaient le prendre en otage. De retour à Ivry après l'écrasement de l'insurrection, il est élu conseiller général de la Seine par les électeurs du canton de Villejuif.

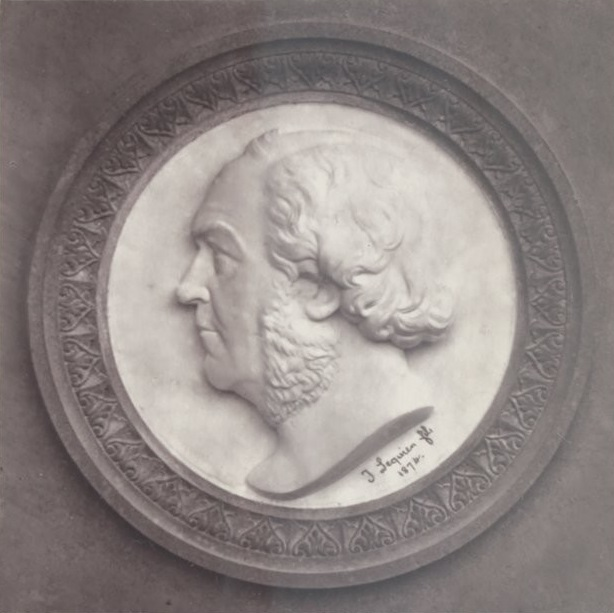
Médaillon ornant le monument funéraire de Pompée (Justin Lequien fils, 1874).

Souffrant de la goutte depuis plusieurs années, Philibert Pompée meurt le 8 février 1874 à son appartement parisien du no 14 du quai de Béthune. Il est inhumé le surlendemain à Ivry, au cimetière ancien d'Ivry-sur-Seine, dit cimetière de la place de l’Église.
Ses anciens élèves s'organisent pour lui élever un monument funéraire. Inauguré le 21 février 1875, celui-ci se compose d'une stèle sculptée par Jolly sur les plans de l'architecte Laffolge et d'un médaillon en marbre blanc réalisé par Justin Lequien fils d'après une médaille gravée par Maurice Borrel en 1865.
Le nom de Philibert Pompée a été donné à une place d'Ivry, rebaptisée « place de l'Insurrection-d'Août-1944 » après la Seconde Guerre mondiale.

## Distinctions
- Officier de l'Instruction publique (1865)
- Officier de la Légion d'honneur (décret du 30 juin 1867)

## Œuvres
- Rapport historique sur les écoles primaires de la ville de Paris, depuis leur origine jusqu'à la loi du 28 juin 1833, précédé d'un coup d’œil sur l'état de l'instruction primaire en France avant 1789, Paris, 1839.
- Études sur l'éducation professionnelle en France, Paris, Pagnerre, 1863.
- Discours prononcé sur la tombe de L.-C. Sarazin, Paris, 1865 (extrait du Extrait du Bulletin de la Société pour l'instruction élémentaire d'octobre 1865).
- Exposition universelle de 1867. 10e groupe. 90e classe. Proposition faite par M. Ph. Pompée au jury d'admission de la classe 90 dans sa séance du 28 avril 1866, communiquée à la classe 89, dans sa séance du 5 mai, Paris, 1866.
- Lettre à M. Larabit, sénateur, président du comité de patronage de l'Association polytechnique, Paris, 1868.
- Études sur la vie et les travaux pédagogiques de J.-H. Pestalozzi, Paris, Delagrave, 1878, 406 p. (consultable en ligne sur Gallica).